# Oblast Kardschali
| Basisdaten          | Basisdaten                  |
| ------------------- | --------------------------- |
| Region:             | Südbulgarien                |
| Verwaltungssitz:    | Kardschali                  |
| Fläche:             | 3.209 km²                   |
| Einwohner:          | 142.508 (31. Dezember 2022) |
| Bevölkerungsdichte: | 44,4 Einwohner je km²       |
| NUTS:BG-Code:       | BG425                       |
| Karte               |                             |
| Karte               |                             |

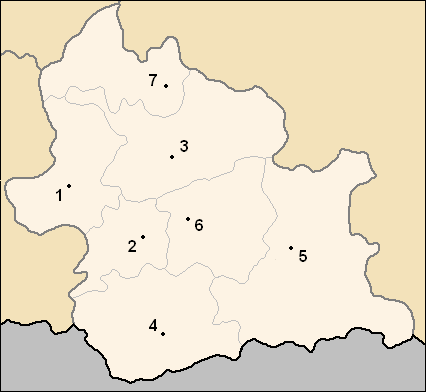
Gemeinden in der Oblast Kardschali (= Bezirk Kardschali): 1 = Ardino (Ардино); 2 = Dschebel (Джебел); 3 = Kardschali (Кърджали); 4 = Kirkowo (Кирково); 5 = Krumowgrad (Крумовград); 6 = Momtschilgrad (Момчилград); 7 = Tschernootschene (Черноочене)

Die Oblast Kardschali (bulgarisch Област Кърджали, türkisch Kırcaali ili) ist eine Verwaltungseinheit im Süden Bulgariens. Die größte Stadt der Region ist das gleichnamige Kardschali. Die Oblast grenzt im Osten an die Oblast Chaskowo, im Westen an die Oblast Smoljan, im Norden an die Oblast Plowdiw und im Süden an Griechenland.

## Bevölkerung
In der Oblast (Bezirk) Kardschali leben 142.508 Einwohner auf einer Fläche von 3209 km².
Die Oblast Kardschali ist die am stärksten islamisch geprägte Region Bulgariens; dem religiösen Bekenntnis zufolge sind 76,2 % Muslime und 23,5 % orthodoxe Christen. Ethnisch bezeichnen sich 66,2 % als Türken, 30,2 % als Bulgaren und 3,6 % als Angehörige anderer Gruppen.

## Städte
| Stadt         | Bulgarischer Name | Einwohner (31. Dezember 2022) |
| ------------- | ----------------- | ----------------------------- |
| Kardschali    | Кърджали          | 40.937                        |
| Momtschilgrad | Момчилград        | 7.313                         |
| Krumowgrad    | Крумовград        | 4.917                         |
| Ardino        | Ардино            | 3.389                         |
| Dschebel      | Джебел            | 3.081                         |

## Politik
In der Oblast Kardschali erhielt die Partei Bewegung für Rechte und Freiheiten, welche sich vorrangig für die Rechte der Minderheiten in Bulgarien einsetzt, bis zu 70 % der Wählerstimmen (siehe Diagramm).